# Cafè-teatre Calíope
El Cafè-teatre Calíope, ubicat en el núm. 245 del carrer Balmes de Barcelona, va ser una sala de festes on es van fer espectacles pròxims al gènere del cafè-teatre. Els passis dels espectacles acostumaven a programar-se a les 11.30h i a la 1.30h. A partir del mes de gener de 1973, la sala es divideix en dos espais diferents: en un s'hi pot veure cafè-teatre i en l'altre xous. Ambdós són sales de balls. A partir del febrer de 1977, la sala canvia de nom i passa a dir-se Cafè-teatre Friends.

## Espectacles
- 1972, març. Grans sessions de música sacra i jazz.
- 1972, maig. "Peloteo" ¡¡Letras de cambio!!.
- 1972, octubre. Horóscopo, amb Lídia Moreno, Montserrat García Sagués, Margarida Minguillón i Fernando Bronchud.
- 1972, octubre. La sexy cateta.
- 1973, novembre. La padrino.
- 1976, maig. Mandarina mecánica. Direcció: Josep Torrents, amb Marta Angelat. Víctor Petit, Carles Velat i Antonio Lara
- 1977, febrer. Cap i cuixa i Buenos Aires, mon amour (dirigit per Óscar Núñez i interpretat pel grup "Latitud 34").